# Podogaster townesi
Podogaster townesi är en stekelart som först beskrevs av Alfred Byrd Graf 1983.  Podogaster townesi ingår i släktet Podogaster och familjen brokparasitsteklar. Inga underarter finns listade i Catalogue of Life.